# Salpik
Salpik (deutsch Salpkeim) ist ein Ort in der polnischen Woiwodschaft Ermland-Masuren. Er gehört zur Gmina Kętrzyn (Landgemeinde Rastenburg) im Powiat Kętrzyński (Kreis Rastenburg).

## Geographische Lage
Salpik liegt am Guberfluss in der nördlichen Mitte der Woiwodschaft Ermland-Masuren, 20 Kilometer nordöstlich der früheren Kreisstadt Sensburg (polnisch Mrągowo) bzw. zwölf Kilometer südöstlich der heutigen Kreismetropole Kętrzyn (deutsch Rastenburg).

## Geschichte
Das noch vor 1785 Salpgick genannte Dorf wurde 1399 durch Ulrich von Jungingen gegründet. 1818 wurde es als „köllmisches Dorf“ mit 31 Feuerstellen bei 233 Einwohnern erwähnt.
Als 1874 der Amtsbezirk Eichmedien (polnisch Nakomiady) im ostpreußischen Kreis Sensburg errichtet wurde, wurde Salpkeim ein Teil von ihm. Die Zahl der Einwohner Salpkeims stieg bis 1885 auf 367 und belief sich im Jahre 1910 auf 396.
Mit der Abtretung des gesamten südlichen Teils von Ostpreußen 1945 in Kriegsfolge an Polen erhielt Salpkeim die polnische Namensform „Salpik“ und ist heute eine Ortschaft im Verbund der Landgemeinde Kętrzyn (Rastenburg) im Powiat Kętrzyński (Kreis Rastenburg), von 1975 bis 1998 der Woiwodschaft Olsztyn, seither der Woiwodschaft Ermland-Masuren zugehörig. Salpik zählte 2021 insgesamt 79 Einwohner.

## Kirche
Bis 1945 war Salpkeim in die evangelische Kirche Eichmedien (polnisch Nakomiady) in der Kirchenprovinz Ostpreußen der Kirche der Altpreußischen Union, außerdem in die römisch-katholische St.-Katharinen-Kirche Rastenburg im Bistum Ermland eingepfarrt.
Heute gehört Salpik katholischerseits zur Kirche Nakomiady im Erzbistum Ermland, evangelischerseits zur Johanneskirche Kętrzyn in der Diözese Masuren der Evangelisch-Augsburgischen Kirche in Polen.

## Verkehr
Salpik liegt an einer Nebenstraße, die von Nakomiady (Eichmedien) über Knis (Gneist) bis zur polnischen Landesstraße 59 bei Ryn (Rhein), der einstigen deutschen Reichsstraße 140, führt.
Ein Bahnanschluss besteht nicht mehr. Von 1898 bis 1945 war Salpkeim Bahnstation an der Bahnstrecke Reimsdorf–Rhein der Rastenburger Kleinbahnen. Sie wurde 1945 kriegsbedingt zerstört und nicht wieder in Betrieb genommen.

## Persönlichkeit
- Fritz Müller (* 7. Januar 1919 in Salpkeim), deutscher Gewerkschafter († nach 1993)